# 1981
Cette page concerne l'année 1981 (MCMLXXXI en chiffres romains) du calendrier grégorien.   Pour le film de Ricardo Trogi, voir 1981 (film, 2009).
L'année 1981 est une année commune qui commence un jeudi.

## En bref
- 20 janvier : libération des otages américains de Téhéran.
- 23 février : échec d’une tentative de coup d’État militaire en Espagne.
- 10 mai : élection de François Mitterrand, président de la République française.
- 6 octobre : assassinat du président égyptien Anouar el-Sadate.
- 13 décembre : état de siège en Pologne.

## Relations internationales
- 1981 a été proclamée « Année internationale des personnes handicapées » par l’assemblée générale des Nations unies[1].

- 14 octobre : le prix Nobel de la paix est attribué au Haut Commissariat des Nations unies pour les réfugiés[2].
- 22 au 23 octobre : conférence Nord-Sud de Cancún pour la coopération internationale et le développement, rassemblant 22 pays[3].
- 11 décembre : élection de Javier Pérez de Cuéllar au poste de secrétaire général des Nations unies[4].

## Événements

### Afrique
- 15 mars : David Dacko est réélu Président de la République centrafricaine avec 50,23 % des voix lors d’un scrutin pluraliste[5].

- 10 avril : dans un discours au congrès du parti socialiste destourien, le président Habib Bourguiba opte pour le multipartisme en Tunisie[6].
- 24 avril : réforme constitutionnelle instaurant un multipartisme sans restrictions au Sénégal[7].
- 29 avril : le Parti national de Pieter Botha au pouvoir remporte les élections générales sud-africaines[8].

- 28 mai : sur recommandation du FMI, le gouvernement marocain annonce une augmentation des produits de base subventionnés (farine, sucre, beurre) ; la Confédération démocratique du travail, organisation syndicale constituée en 1978, appelle à la grève générale pour le 20 juin[9].
- 17 juin : violents affrontements entre musulmans et chrétiens coptes en Égypte. L'armée intervient pour séparer les deux protagonistes.
- 20-21 juin : émeutes du pain au Maroc. La grève générale déclenchée par les syndicats pour protester contre les augmentations brutales des produits de première nécessité dégénère en violents affrontements avec les forces de l'ordre à Casablanca. Le gouvernement décrète alors l'état de siège et fait intervenir l'armée. 10 000 soldats appuyés par des centaines de blindés et d'hélicoptères investissent les points névralgiques de la ville et tirent en plusieurs endroits sur la foule d’émeutiers. La répression aurait provoqué des centaines de victimes (66 d’après les chiffres officiels, de 600 à 1 000 selon l’Association des Marocains de France)[9] et des milliers de prisonniers syndiqués dont le secrétaire général de l’organisation syndicale Noubir Amaoui, et trois membres du bureau exécutif, Mrani Mohamed, Bazzaoui Lakbir, Abderrahmane Chennaf. Le ministre de l’Intérieur Driss Basri implique aussi l’USFP, Union socialiste des forces populaires ce qui entraîne l’incarcération du rédacteur en chef du journal Almouharir Mustapha Karchaoui, Mohamed Karam tous deux membres du bureau politique de l’USFP et celle du secrétaire général du syndicat des petits et moyens commerçants, Abdallah Al Moustaghfir[10]. Toutefois, le gouvernement recule et rétablit les subventions sur le pain[9].

- 27 juin : adoption par l’Organisation de l’unité africaine de la Charte africaine des droits de l’homme et des peuples lors du sommet de Nairobi (Kenya)[11].

- 29-30 juillet : tentative de coup d’État en Gambie menée par un groupe révolutionnaire dirigé par Kukli Samba Sanyang ; le 31 juillet l’armée sénégalaise intervient pour soutenir le président Dawda Jawara[12].

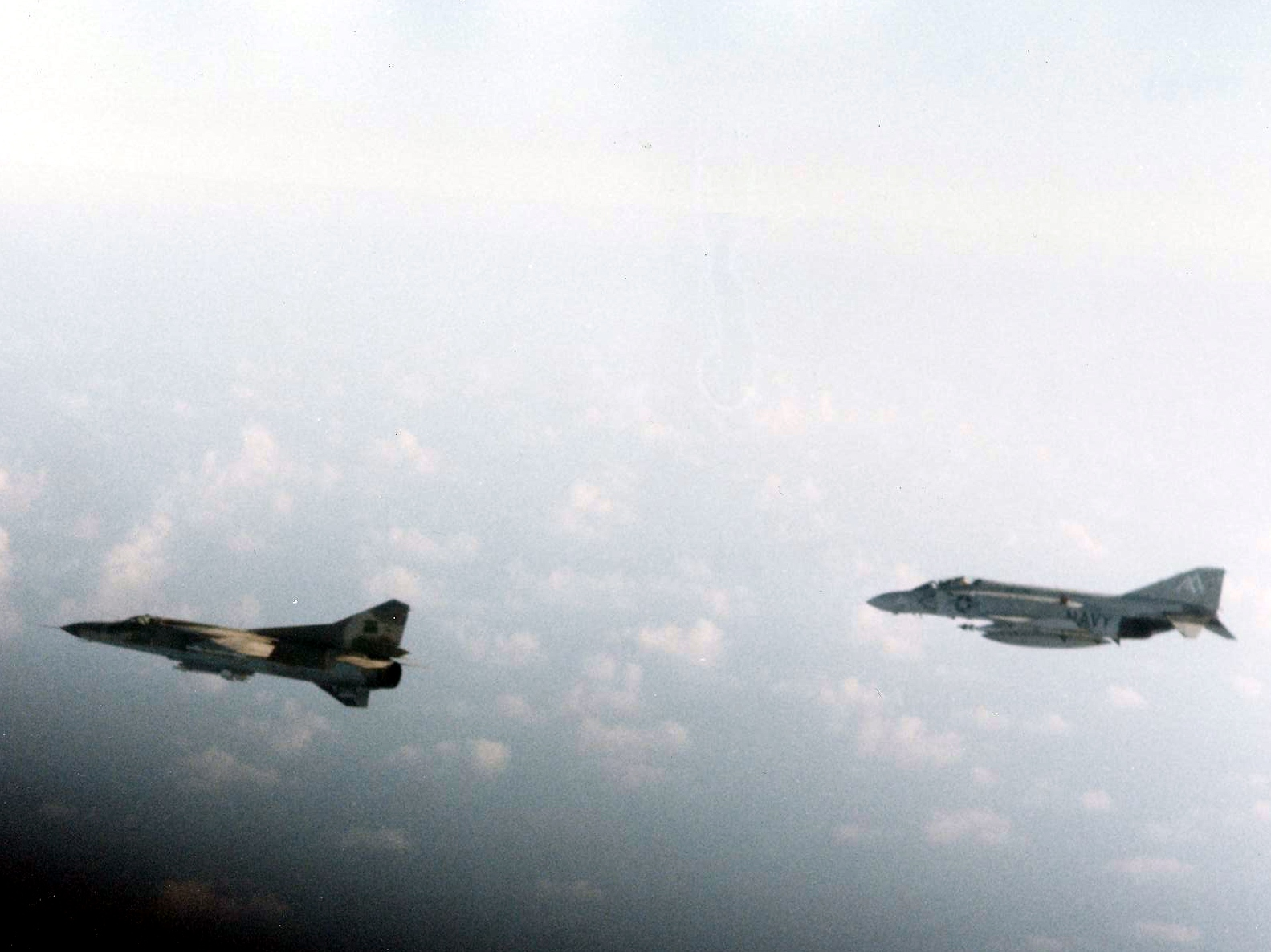
19 août : incident du Golfe de Syrte.

- 19 août : lors d’un combat aérien deux Soukhoï Su-22 libyens sont abattus par deux Grumman F-14 Tomcat appartenant à la VIe flotte au-dessus du golfe de Syrte alors revendiqué comme territoire libyen[13]

- 1er septembre : David Dacko démissionne de la présidence de la république Centrafricaine. Il est remplacé par un comité militaire présidé par le général André Kolingba[5].
- 8 septembre : en Haute-Volta (actuel Burkina Faso), le capitaine Thomas Sankara est nommé secrétaire d’État à l’Information[14].

- 3 novembre : retrait des troupes libyennes du Tchad[15].
- 9 novembre : la Mauritanie abolit officiellement l’esclavage[16].

- 4 décembre : indépendance du homeland du Ciskei, non reconnue par la communauté internationale[17].
- 21 décembre : création d’une zone de commerce préférentiel (PTA) par neuf États d’Afrique Australe et Orientale (future COMESA)[18].
- 31 décembre : coup d’État militaire du lieutenant Jerry Rawlings au Ghana[19].

### Amérique
- 10 janvier : au Salvador, le FMLN lance son « offensive finale » qui se solde par un échec. Les dix années qui suivent sont rythmées par la guerre, les massacres de civils et les élections frauduleuses[20].
- 20 janvier : discours d’investiture de Ronald Reagan, qui succède à Jimmy Carter, et devient le 40e président des États-Unis. Quelques minutes plus tard, l’Iran libère les 52 Américains détenus pendant 444 jours, mettant ainsi fin à la crise iranienne des otages[21].
- 11 mars, Chili : conformément à la nouvelle Constitution, le général Pinochet, Président de la Junte militaire, devient Président de la République pour une période de huit ans (1981-1989). Alors qu’en 1980 le régime d' Augusto Pinochet avait atteint son plus haut taux de légitimité grâce à ses performances économiques, la récession oblige le gouvernement chilien à intervenir massivement dans l’économie, notamment en nationalisant les banques en faillite, ce qui est en totale contradiction avec sa philosophie libérale[22].
- 17 mars : au Salvador, sept à huit mille personnes tentent de se réfugier au Honduras en traversant le fleuve Lempa. Elles sont ciblées par deux avions de chasse et un hélicoptère fournis par les États-Unis à l’armée salvadorienne. Entre vingt et trente personnes sont tuées, auxquelles s'ajoutent près de deux cents disparues vraisemblablement noyées[23].
- 29 mars : Roberto Eduardo Viola devient président de facto de l’Argentine (fin le 11 décembre)[24].
- 12 avril : Vol inaugural de la navette spatiale Columbia, première navette spatiale américaine.
- 24 mai : mort du président équatorien Jaime Roldós Aguilera dans un crash aérien près de la frontière avec le Pérou[25]. Selon une thèse défendue par John Perkins, cet accident ainsi que celui ayant tué le président du Panama, Omar Torrijos, 2 mois plus tard serait un assassinat orchestré par la CIA et les grands groupes financiers américains pour reprendre le pouvoir sur ces deux pays[26].

- 18 juin : fondation de l’Organisation des États de la Caraïbe orientale (OECS) regroupant sept petites îles des anciennes Antilles britanniques autour d’un programme d’intégration, de banque centrale et de sécurité collective[27].

- 31 juillet : décès du président du Panama Omar Torrijos dans un mystérieux accident d’avion près de Penonomé au Panama[28].

- 6 août : démission du chef de cabinet Golbery do Couto e Silva au Brésil[29]. L’opposition d’extrême droite (duros) se déchaîne contre la démocratisation à travers une vague de terreur. Golbery conseille à Figueiredo la fermeté à l’égard des militaires, mais il est limogé le 6 août. Le pouvoir parvient ainsi à calmer les duros, mais ne contrôle plus vraiment la situation[28].

- 21 septembre : indépendance de Belize[30].

- 1er novembre : indépendance de Antigua-et-Barbuda[31].

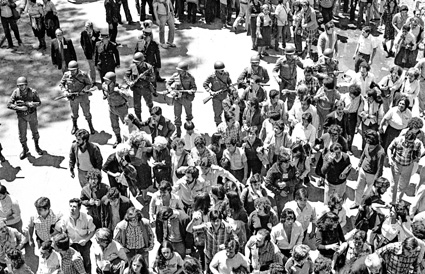
7 novembre : marche Paz, pan y trabajo à Buenos Aires.

- 7 novembre, Buenos Aires : la CGT organise une marche en direction de l’église San Cayetano (patron des travailleurs) dans le quartier de Liniers avec le mot d’ordre Paz, pan y trabajo qui rassemble 50 000 personnes contre la politique économique de la dictature argentine[32].
- 23 novembre : le président Ronald Reagan autorise la CIA dirigée par William Casey à recruter et à appuyer les  « Contras » contre le régime socialiste du Nicaragua avec un budget de 19 millions de dollars américains[33].
- 25 novembre, Brésil : Pacote de Novembro[34]. Les règles du jeu électorales sont modifiées. Le suffrage direct pour les gouverneurs est retenu mais les alliances entre partis sont interdites, de même que le panachage entre les listes, pour éviter une coalition de l’opposition. Le PP décide alors de se fondre dans le PMDB, scellant l’échec de la stratégie de Golbery établie en 1980[28].
- 29 novembre : élections présidentielles au Honduras. Roberto Suazo Córdova, du parti libéral et Zúñiga, du parti national, s’engagent à ce que l’armée continue après les élections à contrôler les questions de sécurité nationale, qu’elle possède un droit de veto sur les nominations gouvernementales et qu’aucune enquête ne soit ouverte sur la corruption dans l’armée. De son côté, l’armée s’engage à respecter le scrutin. Roberto Suazo Córdova est élu président avec 52,3 % des voix[28].

- 2 décembre : début des incursions de guérilleros, les « Contras », venus du Honduras et soutenus par la CIA contre des civils au Nicaragua[35].

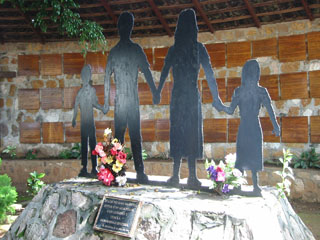
11-13 décembre : Mémorial du massacre d’El Mozote, au Salvador.

- 11 - 13 décembre : massacre de centaines de civils (au moins 988 dont 558 enfants) à El Mozote par les forces gouvernementales du Salvador sur la guerre civile[36],[37].
- 11 décembre, Argentine : destitution de Roberto Eduardo Viola ; après le court intérim de Carlos Alberto Lacoste, la junte militaire désigne le 22 décembre Leopoldo Galtieri à la tête de l’exécutif[24].

### Asie
- 17 janvier : la loi martiale est levée dans la quasi-totalité des Philippines, sauf dans le sud[38].
- 25 janvier :
  - fin du procès de la « bande des Quatre » en Chine, condamnation à mort de la veuve de Mao Zedong, Jiang Qing[39].
  - la découverte du corps d’une fillette de neuf ans, suivie de celui d’un garçon de 10 ans le 7 février, déclenche l’affaire des meurtres rituels de Toa Payoh, à Singapour[40].

- 6 juin : un accident ferroviaire au Bihar provoque plus de 800 victimes[41].
- 16 juin, Philippines : Ferdinand Marcos est « élu » pour un nouveau mandat de six ans lors d’une élection largement boycottée par l’opposition[38].
- 17 juin : en Chine, Deng Xiaoping est élu président de la Commission militaire centrale[39].
- 18 juin : création du Front uni de libération nationale du Laos, le FULNL[42].
- 27 juin : au Cambodge, Pen Sovan est nommé Premier ministre ; il démissionne le 5 décembre[43].
- 27-29 juin : le VIe plénum du XIe Comité central du Parti communiste chinois adopté la Résolution sur l’histoire du Parti qui estime que Mao Zedong est le responsable de la révolution culturelle ; Hu Yaobang prend la tête du Parti communiste chinois[39].

- 4 juillet : Truong Chinh, président du Conseil d’État du Viêt Nam (fin en 1986)[44].
- 16 juillet : Mahathir Mohamad (UMNO), Premier ministre de Malaisie (fin en 2003)[45].

- 9 novembre : Ne Win abandonne la présidence de la Birmanie à San Yu, un général, mais garde la direction du parti[46].

- 27 décembre : fondation à Pékin (Chine) de l’« Amicale nationale des compatriotes de Taïwan », organisation populaire patriotique des Taïwanais de diverses ethnies vivant sur le continent[47].

### Proche-Orient

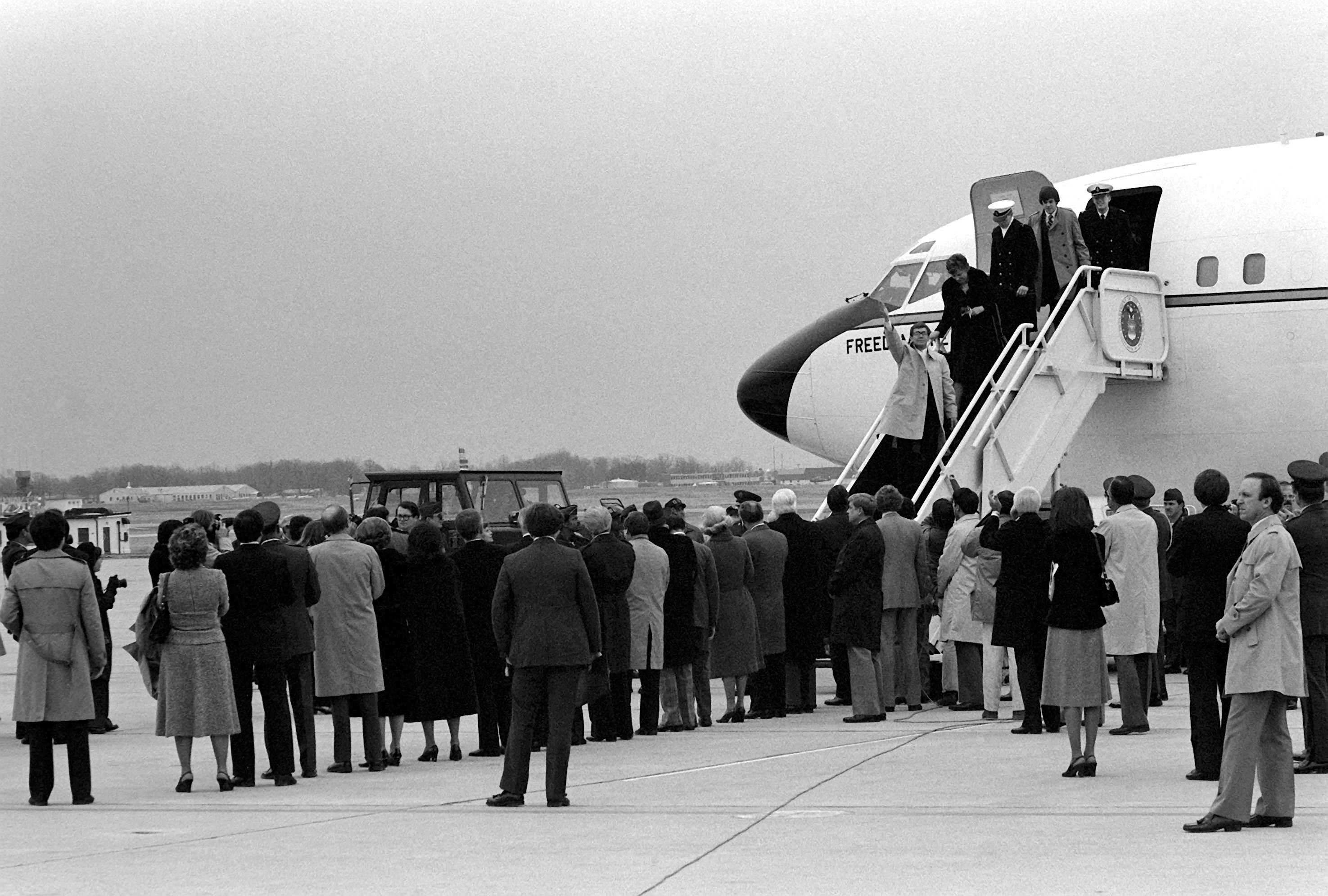
20 janvier : libération des otages américains de Téhéran.

- 5-8 janvier, guerre Iran-Irak : opération Hoveyzeh. Échec d’une contre-offensive blindé iranienne dans le secteur Ahvaz-Susangerd-Dezfoul pour soulager Abadan assiégée[48].
- 15 janvier : l’armée irakienne envahit le Kurdistan iranien[48].
- 19 janvier : accords d’Alger négociés par le gouvernement algérien entre les États-Unis et la république islamique d’Iran pour résoudre la crise iranienne des otages[48].
- 20 janvier : libération des otages américains de Téhéran[21].

- 2 avril, guerre du Liban : début du siège de Zahlé. Reprise des combats entre l’armée syrienne et les Forces libanaises de Bachir Gemayel . Zahlé est assiégée tandis que les affrontements reprennent à Beyrouth. Fin avril, les Syriens s’emparent des hauteurs surplombant la Bekaa et le réduit chrétien. Israël décide d’intervenir pour aider les chrétiens[49].
- 4 avril, guerre Iran-Irak : attaque surprise menée par la force aérienne de la République islamique d’Iran contre une base aérienne irakienne en riposte au bombardement des villes iraniennes de Dezfoul et de Ahvaz par des missiles 9K52 Luna-M[50].
- 23-26 avril, insurrection islamiste en Syrie : massacre à Hama (près de 400 morts) en représailles à un attentat contre un village alaouite[51].
- 28 avril : deux appareils syriens sont abattus par l’aviation israélienne, en violation de la ligne rouge. En réponse, la Syrie installe des batteries de missiles anti-aériens dans la Bekaa[52].

- 25 mai : face à la guerre Iran-Irak, les Émirats arabes unis, Oman et l’Arabie saoudite forment le Conseil de coopération du Golfe (CCG), qui établit une coopération économique, politique et militaire[53].

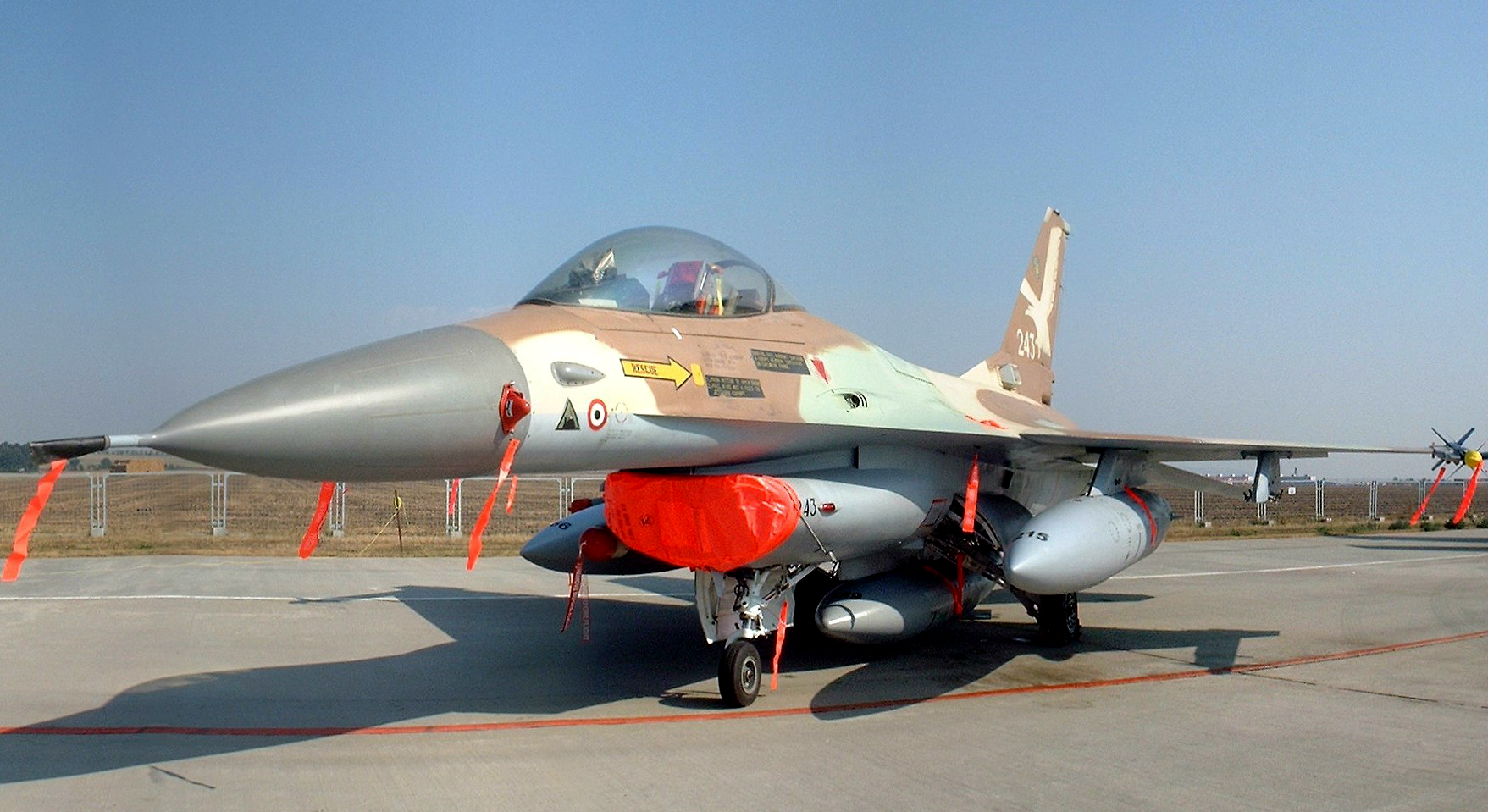
7 juin : opération Opéra.

- 7 juin : opération Opéra. L’aviation israélienne envoie plusieurs avions F-15 et F-16 bombarder et détruire le réacteur nucléaire irakien Osirak en cours de construction avancée avec l’aide de la France[52].

- 10 juin : Khomeini retire le commandement des armées au président iranien Banisadr[54]. Le 20 juin, les moudjahiddines du peuple manifestent pour le soutenir. Le mouvement est violemment réprimé[55].
- 17 juin : affrontements entre Coptes et islamistes dans la banlieue du Caire[56].
- 21 juin : destitution du président Banisadr[54].
- 28 juin, Iran : un attentat à la bombe au siège du Parti républicain islamique jamais revendiqué, mais attribué aux moudjahiddines du peuple  par le gouvernement iranien, tue 73 personnes dont le secrétaire général Mohammad Beheshti[54].
- 30 juin : Menahem Begin remporte les élections en Israël au prix d’un soutien plus accru de son aile droite (Yitzhak Shamir, Ariel Sharon)[57].
- Juin : l’affrontement reprend au Liban-Sud entre Israéliens et Palestiniens[58].

- 17 juillet : Israël bombarde Beyrouth Ouest pour frapper les quartiers généraux palestiniens. En réponse, les Palestiniens multiplient les bombardements sur la Galilée[59].
- 24 juillet : Philip Habib, envoyé par Ronald Reagan, obtient un cessez-le-feu au Liban[60]. C’est une reconnaissance implicite des organisations palestiniennes par Israël.
- 28 juillet : le séisme de Sirch (Kerman, Iran) d’une magnitude MS 7.1 provoque 1 500 morts, 1 000 blessés et 50 000 sans abri[61].

- 5 août : second gouvernement Begin après la victoire du Likoud aux élections législatives du 30 juin. Ariel Sharon devient ministre de la Défense en Israël[62].
- 7 août : plan Fahd de paix pour le Moyen-Orient fondé sur les résolutions du l’ONU[63] : retrait d’Israël de tous les territoires occupés en 1967 y compris Jérusalem-Est, démantèlement des colonies des territoires occupés, liberté de culte dans les Lieux Saints, droit des Palestiniens au retour, Cisjordanie et Gaza sous tutelle onusienne, État palestinien indépendant avec Jérusalem pour capitale, droit de tous les États de la région à vivre en paix. Il est rejeté par Sadate mais les Occidentaux se montrent intéressés. L’OLP reste divisée. Yasser Arafat et le Fatah y sont favorables mais pas les membres de l’Ancien front du refus. La Syrie s’y oppose et Hafez el-Assad refuse de participer au sommet arabe de Fès[64].
- 30 août : le président iranien Mohammad Ali Rajai, le Premier ministre Mohammad Javad Bahonar et d’autres membres du son gouvernement sont tués dans un attentat[55].

- 3 septembre, Égypte : à la suite des affrontements de juin, Sadate ordonne une vaste opération de police et d’arrestations. 1 500 opposants de tous bords sont emprisonnés[65]. Le patriarche copte est placé en résidence surveillée dans un monastère. L’organisation islamiste qotbiste ; al-Jihad, décide de préparer un attentat contre le chef de l’État, suivi d’un soulèvement populaire.
- 4 septembre : assassinat au Liban de l’ambassadeur de France Louis Delamare[66].

- 26-27 septembre, guerre Iran-Irak : l’armée iranienne lance l’opération Thamen al Aimmeh qui met un terme au siège d’Abadan. Début septembre, l’Iran lance une série d’offensives pour libérer son territoire. Au prix de pertes considérables, il parvient à reprendre les positions occupées par l’ennemi[67].

- 6 octobre : assassinat du président Anouar el-Sadate par les Frères musulmans lors du défilé commémoratif de la guerre d’octobre, devant les caméras de télévision[65]. Un mouvement de révolte, lancé en Haute Égypte, échoue. Hosni Moubarak le remplace comme président de l’Égypte. Le 13 octobre, un plébiscite confirme ce choix[68]. Moubarak se présente comme le continuateur de Sadate, mais décide de libérer les opposants et restaure le pluralisme en 1984, bien que les organisations islamistes n’aient pas le droit de se présenter aux élections.
- 25 novembre : échec du sommet arabe de Fès[69]. Hafez el-Assad force l’OLP à rejeter le plan Fahd[64].

- 14 décembre : Israël profite de la division du monde arabe par annexer le plateau du Golan syrien en dépit des protestations internationales[57].

### Europe
- 1er janvier : la Grèce rejoint la CEE, devenant ainsi le dixième État membre[70].
- 6 janvier : Gaston Thorn préside la Commission européenne (fin en 1985)[71].
- 9 janvier, Portugal : Francisco Pinto Balsemão, bras droit de feu le Premier Ministre du Portugal Francisco Sá Carneiro (mort le 4 décembre 1980 dans un accident d’avion) forme un nouveau gouvernement[72].
- 29 janvier, Espagne : démission d’Adolfo Suárez à la suite du désenchantement populaire et de la dislocation de l’UCD. Le conservateur Leopoldo Calvo-Sotelo lui succède le 23 février[73].

- 3 février : de nouvelles conventions collectives sont signées en Suède entre la Confédération des syndicats suédois (LO) et le patronat (SAF)[74].
- 9 février : le général Wojciech Jaruzelski est nommé Premier ministre en République populaire de Pologne[70] (fin en 1985).
- 14 février : Mariage du grand-duc héritier Henri de Luxembourg et de Maria Teresa Mestre;
- 23 février : tentative avortée de putsch du colonel Tejero, en Espagne. Occupation des Cortes par le commandant de la Garde civile Tejero. Seul Adolfo Suárez, Santiago Carrillo, et le général Manuel Gutiérrez Mellado, ministre de l’Armée, restent debout devant la menace. Le roi Juan Carlos Ier appelle dans la nuit tous les capitaines des régions militaires pour les ramener à la raison[73].

- 12 mars : publication du Manifeste des 2300, rédigé le 25 janvier, qui remet en cause la politique linguistique en Catalogne[75].
- 26 mars : scission au sein du parti travailliste au Royaume-Uni. Formation du Social Democratic Party (fin en 1988)[76].

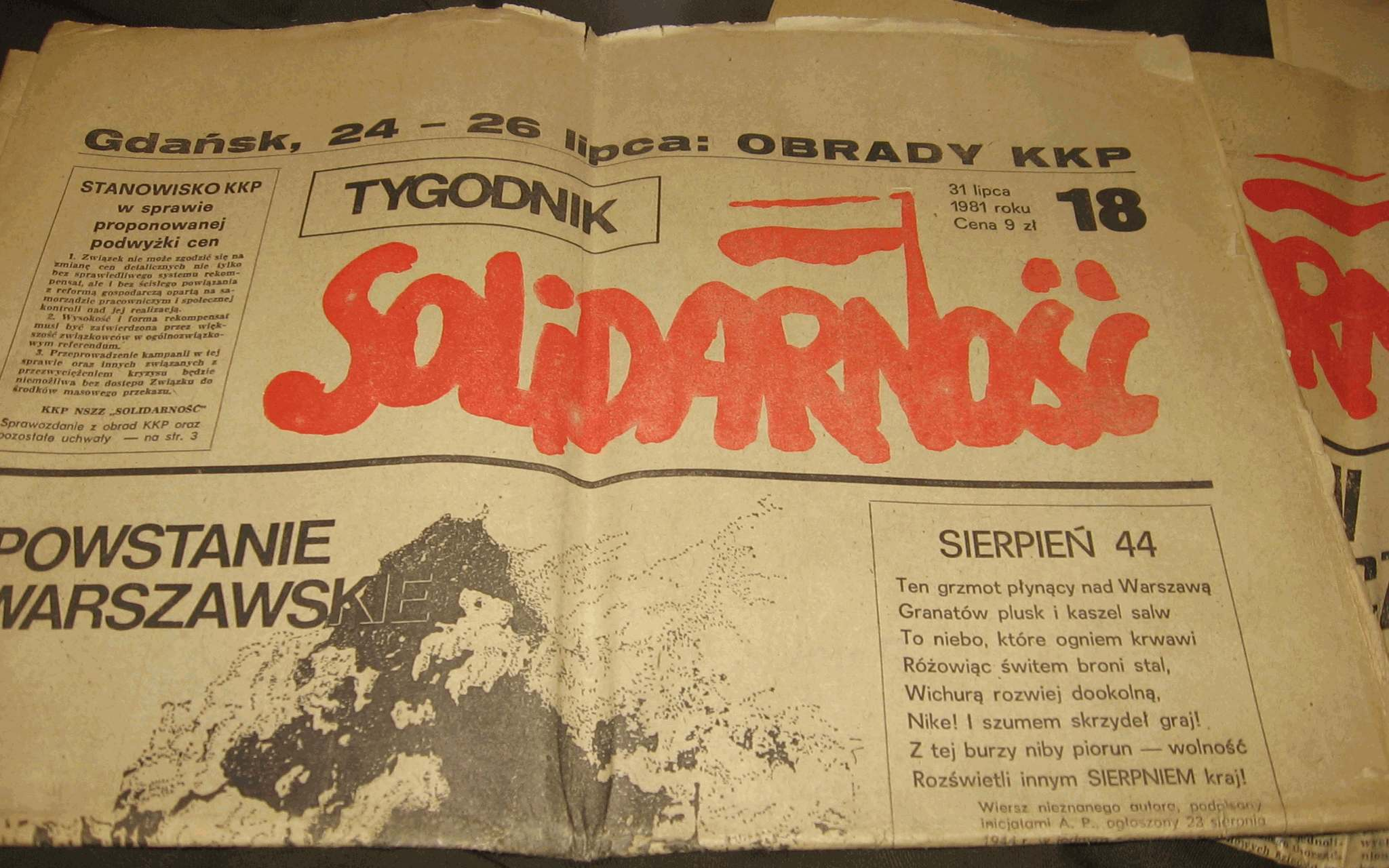
3 avril : parution en Pologne du Tygodnik Solidarność.

- 24 avril : levée de l’embargo US sur les céréales à destination de l’URSS[78].

- 1er mai : mort près de Madrid de Jaime Vaguero, un enfant de 8 ans, d’une mystérieuse pneumonie. En Espagne, des centaines de personnes présentent les symptômes d’une pneumopathie foudroyante, qui se révèle être une intoxication alimentaire à grande échelle. Le 10 juin, les autorités sanitaires informent le public que l’épidémie est liée à une huile alimentaire vendue sans étiquette ; c’est le début du scandale de l’huile frelatée[79].
- 5 mai, Irlande du Nord : Bobby Sands, militant irlandais, meurt d’une grève de la faim en prison avec dix autres prisonniers républicains[80]. Émeutes dans plusieurs grandes villes.

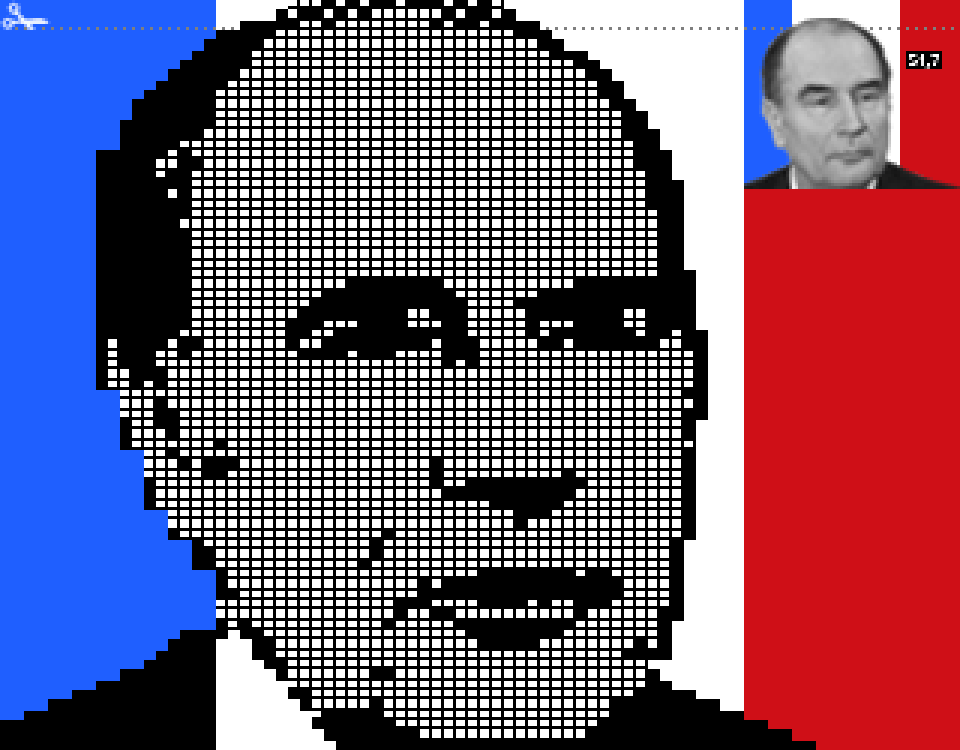
10 mai : Mitterrand président.

- 10 mai : élection de François Mitterrand, président de la République française[70].
- 13 mai : tentative d’assassinat contre le pape Jean-Paul II à Rome par Mehmet Ali Ağca, un jeune Turc, membre de l’organisation islamiste, Les Loups gris[81].
- 22 mai[82] : crise gouvernementale en Suède. Thorbjörn Fälldin forme un nouveau gouvernement minoritaire centriste-libéral après la démission de huit ministres conservateurs[74].

- 24 juin : premières apparitions mariales de Međugorje (Bosnie-Herzégovine)[83].

- 3 juillet : le pape Jean-Paul II désigne une commission d’étude de la controverse ptoléméo-copernicienne des XVIe et XVIIe siècles, afin d’examiner les erreurs commises par l’Église lors de l’affaire Galilée[84]. En 1992, Jean-Paul II reconnait publiquement les erreurs de la plupart des théologiens au XVIIe siècle (voir repentance de l’Église).
- 7 juillet : légalisation du divorce en Espagne[85].
- 20 juillet : le coussin gonflable de sécurité (« airbag ») est commercialisé pour la première fois en Europe par le constructeur allemand Mercedes-Benz[86].
- 29 juillet, Royaume-Uni : mariage de l’héritier du trône britannique, le Charles, prince de Galles avec Lady Diana Spencer qui devient alors princesse de Galles en la cathédrale Saint-Paul de Londres. La cérémonie est suivie en direct à la télévision par sept cents millions de téléspectateurs[87].
- 30 juillet, Belgique : adoption d’une loi contre le racisme et la xénophobie dite la loi Philippe Moureaux, tendant à réprimer certains actes inspirés par le racisme et la xénophobie[88].
- 31 juillet, Espagne : la loi organique d’harmonisation du processus autonomiste (LOAPA) est soumise à négociation ; adoptée le 29 juillet 1982, elle ne contente ni les nostalgiques du franquisme, ni les autonomistes[89].

- 4 septembre, Portugal : le Premier ministre conservateur Francisco Pinto Balsemão forme un nouveau gouvernement[72].
- 4-12 septembre : grandes manœuvres des forces terrestres et de la marine soviétique (« Zapad-81 ») sous le commandement du ministre de la Défense, le maréchal Dmitri Oustinov[90].
- 5 septembre : ouverture du premier congrès du syndicat Solidarność à Gdansk[70]. Il exige des élections libres et retentit de propos parfois anti-soviétique.
- 10 septembre : Moscou exige que Varsovie prenne des mesures contre les manifestations anti-soviétiques en Pologne[91].
- 14 septembre : élections législatives norvégiennes[92].
- 18 septembre : abolition de la peine de mort en France[93].

- 10 octobre, crise des euromissiles : une manifestation de pacifistes rassemble 300 000 personnes à Bonn, suivie par d’autres manifestations en Europe (Londres, Rome et Bruxelles le 24 octobre, Paris le 25 octobre)[70].
- 16 octobre : Ronald Reagan évoque la possibilité d’une « guerre limitée » en Europe[94].
- 18 octobre :
  - Wojciech Jaruzelski succède à Stanisław Kania à la tête du PC polonais (POUP)[95]. Il fait face à une situation économique difficile marquée par des grèves, des coupures d’électricité et des pénuries alimentaires.
  - élections européennes en Grèce, parallèlement aux élections législatives[96].

- 21 octobre : Andréas Papandréou forme le gouvernement en Grèce après la victoire des socialistes du PASOK aux élections législatives (fin en 1989)[97].
- 27 octobre : incident du S-363, sous-marin soviétique qui s’échoue sur la côte sud de la Suède[98].

- 8 novembre : élections législatives belges[99].
- 18 novembre : Reagan propose l’« option zéro » en Europe : zéro SS-20, zéro Pershing[78].
- 22 novembre : Brejnev propose un désarmement unilatéral des armements à moyenne portée, lors d’un voyage en Allemagne[94].
- 30 novembre : ouverture à Genève de négociations EU-URSS sur les euromissiles en Europe[94].

- 8 décembre : les Sociaux-démocrates remportent les élections législatives danoises[100].
- 10 décembre : l’Espagne adhère à l’alliance Atlantique et à l’OTAN[101].
- 11-13 décembre : rencontre historique Schmidt-Honecker au Werbellinsee, en RDA[102].
- 12 décembre : le Parti travailliste remporte les élections générales maltaises avec 34 députés contre 31 au Parti nationaliste qui a pourtant la majorité absolue des voix. Les députés nationalistes boycottent le Parlement. Début d’une crise constitutionnelle à Malte (fin en 1985)[103].

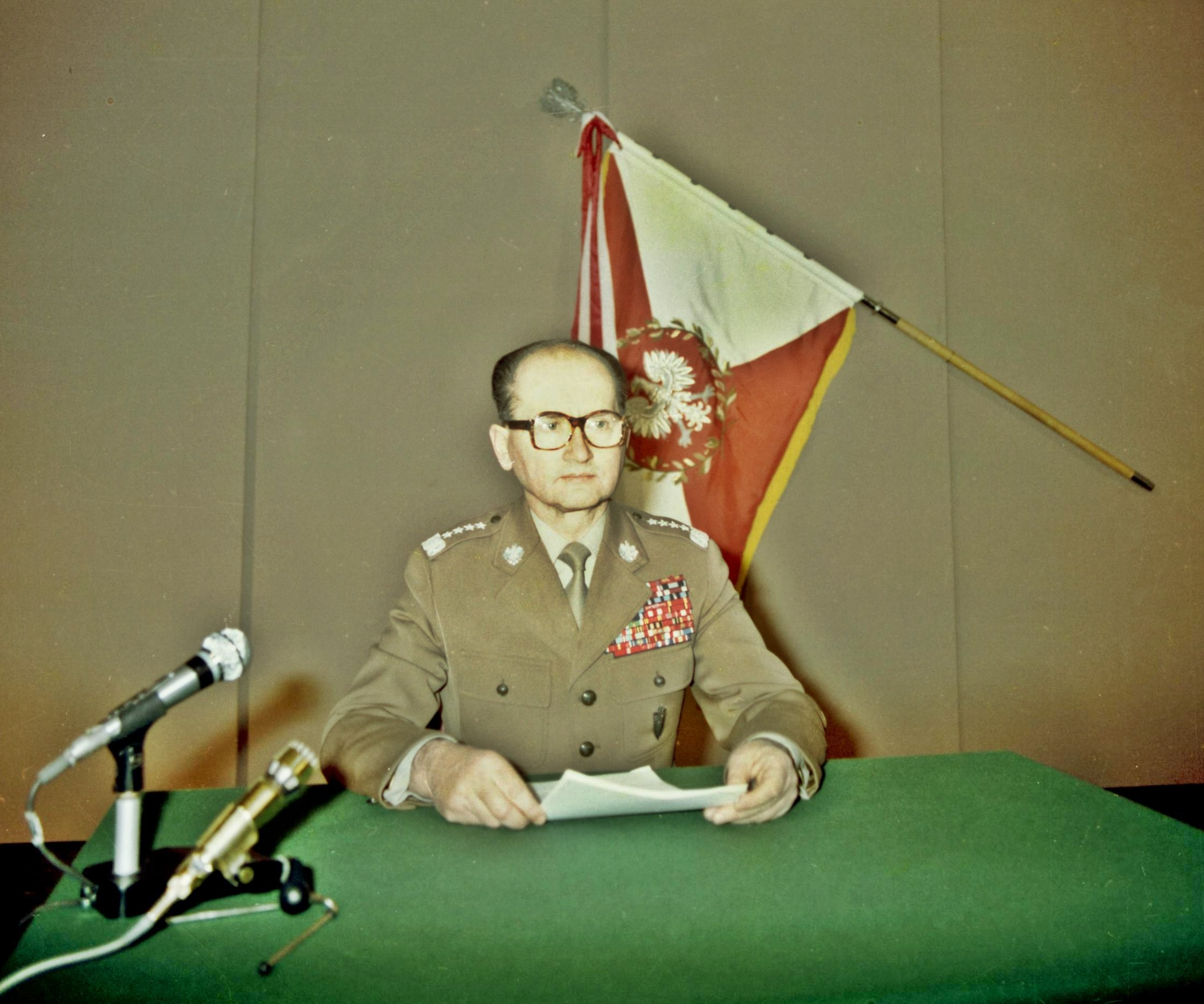
13 décembre : le général Jaruzelski annonce à la télévision l’instauration de la loi martiale.

- 12-13 décembre : instauration de l’état de siège en Pologne par Wojciech Jaruzelski[94], peut- être pour éviter l’intervention soviétique directe (fin en 1983). Solidarność est dissous, Lech Wałęsa et plus de 6 000 militants du syndicat sont arrêtés et emprisonnés. Toute opposition est réprimée. Le parti limoge les communistes réformistes.
- 17 décembre : enlèvement par les Brigades rouges du général américain de l’OTAN, James L. Dozier, libéré le 28 janvier 1982 à Padoue[104].
- 23 décembre : sanctions américaines contre la Pologne, puis contre l’URSS le 29[105].
- 30 décembre, Espagne : la Principauté des Asturies, l’Andalousie et la Cantabrie accèdent au statut d’autonomie[106].

## Décès en 1981

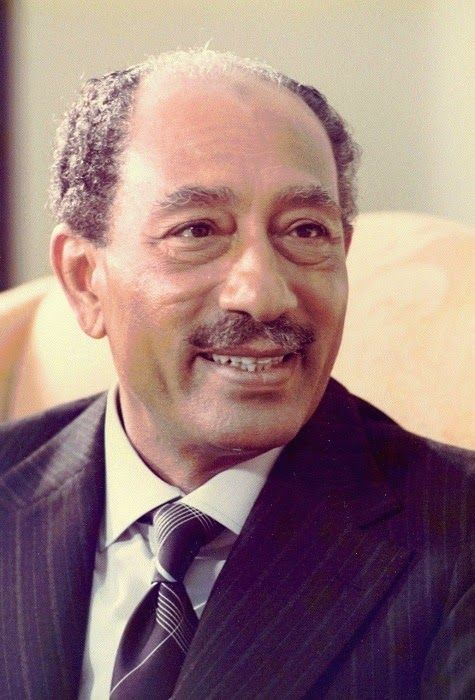
Anouar el-Sadate.

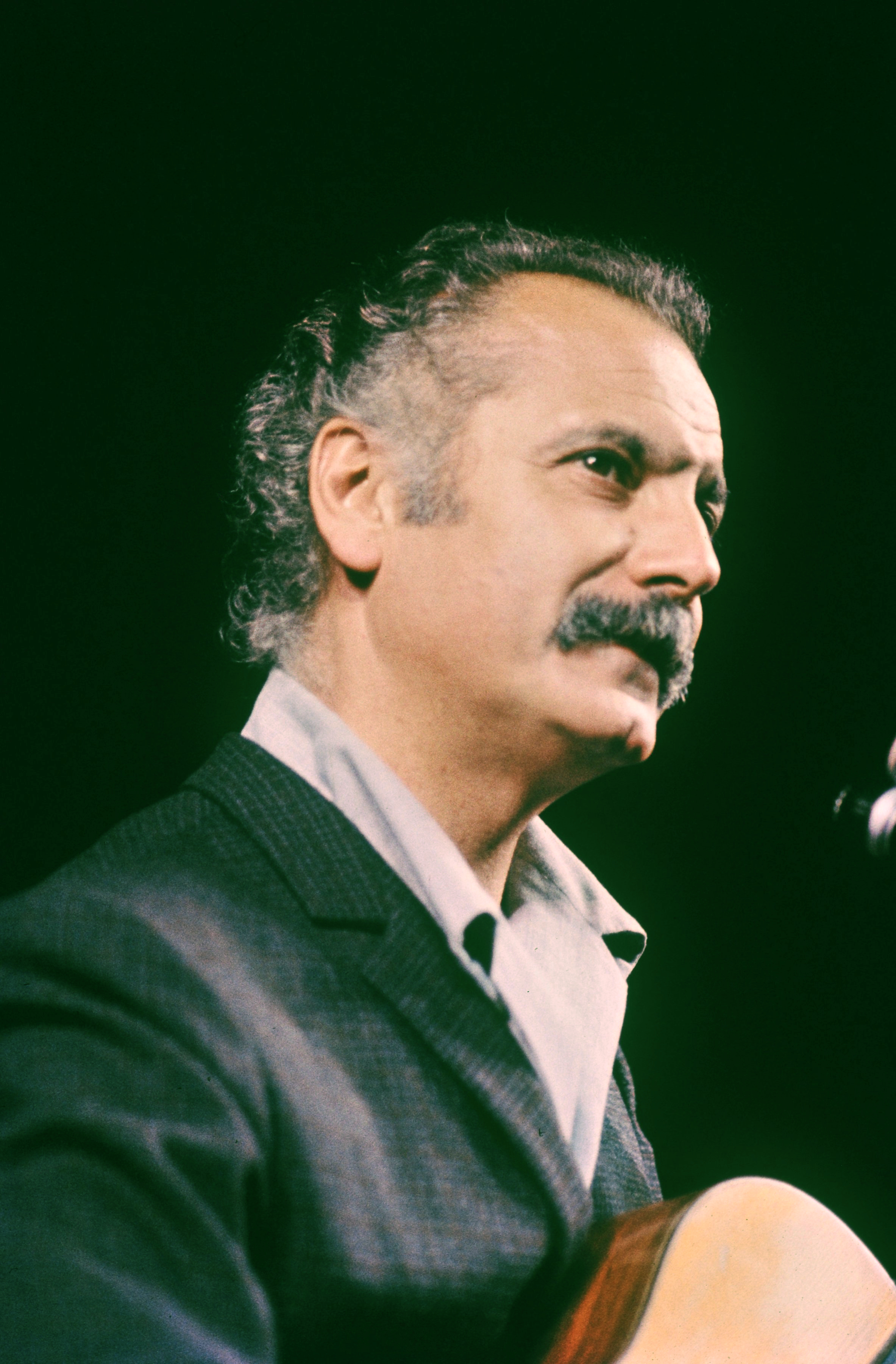
Georges Brassens

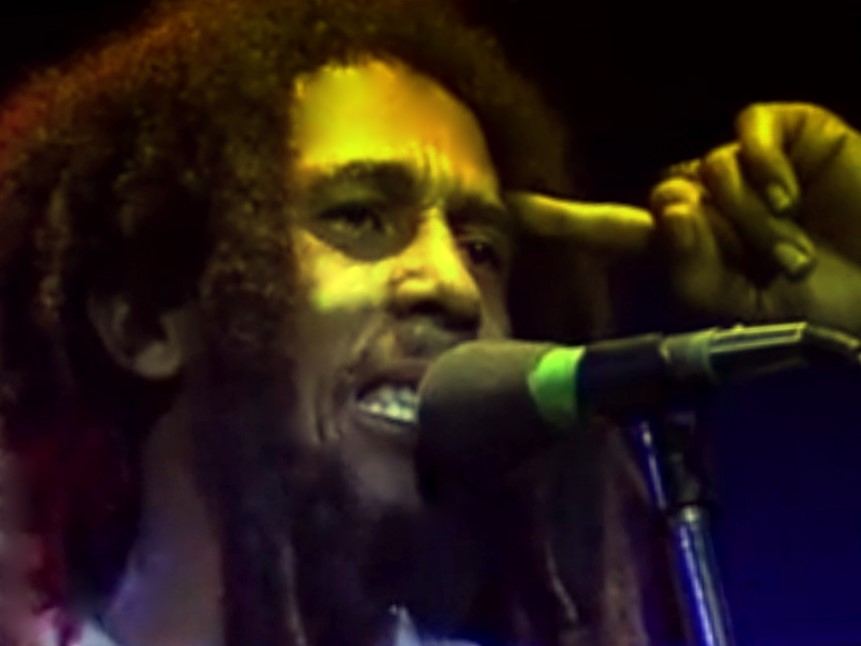
Bob Marley

Personnalités majeures décédées en 1981
- 25 janvier : Jean Nohain (animateur et parolier français)
- 9 février : Bill Haley (chanteur et guitariste américain de rock)
- 15 mars : René Clair (cinéaste français)
- 12 avril : Joe Louis (boxeur américain)
- 11 mai : Bob Marley (chanteur jamaïquain de reggae)
- 27 juillet : William Wyler (cinéaste américain)
- 14 août : Karl Böhm (chef d’orchestre autrichien)
- 9 septembre : Jacques Lacan (psychanalyste français)
- 6 octobre : Anouar el-Sadate (homme politique égyptien)
- 16 octobre : Moshe Dayan (militaire et homme politique israélien)
- 29 octobre : Georges Brassens (chanteur français)
- 10 novembre : Abel Gance (cinéaste français)